# دلتا تور زيلاند
دلتا تور زيلاند (بالإنجليزية: Delta Tour Zeeland)‏ هو سباق دراجات هوائية،  من صنف سباق يوم واحد ‏،  يُقام في مارس من كل عام،  وقد أُقيم أول موسم منه في 2008 في هولندا.

## قائمة الفائزين
| السنة | الفائز                    | الثاني              | الثالث               |                 |
| ----- | ------------------------- | ------------------- | -------------------- | --------------- |
| 2008  | كريستوفر ساتون            | روبرت فاغنر         | جيريمي هانت          |                 |
| 2009  | تايلر فارار               | أليساندرو بيتاتشي   | روبرت فاغنر          |                 |
| 2010  | تايلر فارار               | جوس فان امدن        | غرايم براون          |                 |
| 2011  | مارسيل كيتل               | ثيو بوس             | جوس فان امدن         |                 |
| 2012  | ريناردت جانس فان رينسبورغ | لارس بوم            | Gijs Van Hoecke ‏     |                 |
| 2013  | أندريه جريبيل             | رامون سينكلدام      | كيني فان هومل        |                 |
| 2014  | ثيو بوس                   | رامون سينكلدام      | Michael Van Staeyen ‏ |                 |
| 2015  | Iljo Keisse ‏              | نيكي تيربسترا       | Łukasz Wiśniowski ‏   |                 |
| 2017  | تيمو روزن                 | Taco van der Hoorn ‏ | ديلان جروينويغن      |                 |
| 2018  | Peter Schulting ‏          | يجف دي بوندت        | جيروم بوغنيز         |                 |
| 2019  | ديلان جروينويغن           | إيليا فيفياني       | Arvid de Kleijn ‏     |                 |
| 2020  | تم إلغاء السباق           | تم إلغاء السباق     | تم إلغاء السباق      | تم إلغاء السباق |
| 2021  | تم إلغاء السباق           | تم إلغاء السباق     | تم إلغاء السباق      | تم إلغاء السباق |

## وصلات خارجية
- الموقع الرسمي